# 978 Aidamina
978 Aidamina, asteroid glavnog pojasa. Otkrio ga je Sergej Beljavski, 18. svibnja 1922.

## Vanjske poveznice
- Minor Planet Center